# Txulim (poble)
|  | Per a altres significats, vegeu «Txulim (desambiguació)». |

Txulim (rus: ЧулымцыTxulimtsi) Els txulims son un poble turquic que va aparèixer al segle XVI com a resultat de la barreja d'alguns dels grups turcs, que havien emigrat a l'est després de la caiguda del khanat de Sibèria, parcialment teleuts, ienisei kirguisos i grups de tàrtars de Tobolsk.
Els tres grups principals són:
- Els Txulim (abans ketzik) de la regió de Kémerovo.
- Els Txulim (abans tàtars de Meletzk) del districte d'Ačinsk, al krai de Krasnoiarsk.
- Els Txulim (abans tàtars de Tomsk) de dos districtes a la regió de Tomsk.

El seu nombre és desconegut, ja que el darrer cens fou el 1897 (quan eren 11.123) i després s'han comptat entre els tàtars de la Volga, però Tokarev els estimava en uns 11.000 el 1958. Parlen el txulim, una llengua turquesa amb molta influència russa. Eren xamanistes però al segle xviii van adoptar el cristianisme ortodox.